# Première bataille d'El Agheila
Pour les articles homonymes, voir Bataille d'El Agheila.
Seconde Guerre mondiale
Guerre du désert
Batailles
Guerre du Désert
- Invasion de l'Égypte
- Compass (Fort Capuzzo
- Nibeiwa
- Sidi Barrani
- Bardia
- Tobrouk (1941)
- Mechili
- Beda Fomm)
- Koufra
- Siège de Giarabub
- Sonnenblume
- El Agheila (1941)
- Siège de Tobrouk (Raid sur Bardia
- Raid Twin Pimples)
- Skorpion
- Brevity
- Battleaxe
- Crusader (Flipper
- Bir el Gubi (novembre 1941)
- Point 175
- Bir el Gubi (décembre 1941))
- Fort Lamy
- Gazala (Bir Hakeim
- Tobrouk (1942))
- Mersa Matruh
- El Alamein (juillet 1942) (Raid sur l'aérodrome de Sidi Haneish)
- Alam el Halfa
- Agreement (Caravan)
- Bertram
- Braganza
- El Alamein (octobre 1942) (Avant-poste Snipe)
- El Agheila (1942)

Débarquement allié en Afrique du Nord
- Blackstone
- Casablanca
- Reservist
- Terminal
- Port Lyautey
- Brushwood

Campagne de Tunisie
- Course pour Tunis
- Ligne Mareth
- Sidi Bouzid
- Kasserine
- Sejnane
- Ochsenkopf
- Capri
- Ksar Ghilane
- Pugilist
- El Guettar
- Wadi Akarit
- Longstop Hill
- Hill 609
- Vulcan
- Flax
- Retribution
- Strike

La première bataille d'El Agheila est un épisode de la guerre du désert durant la Seconde Guerre mondiale. Le 24 mars 1941, elle opposa les premiers éléments de la Ve division légère allemande aux avant-gardes britanniques retranchées devant le village libyen d'El Agheila.
Il s'agit du premier engagement des forces de l'Afrikakorps face à l'adversaire anglais. Menée par le colonel von Wechmar, cette offensive allemande marque le début du premier repli des troupes alliées en direction de l'Égypte, ouvrant ainsi la route de la Cyrénaïque aux forces de l'Axe. Elle conduira notamment à la chute de la forteresse de Marsa El Brega et à la prise de Benghazi dans les semaines qui suivent.
Elle est également remarquable de par la fort déséquilibre du rapport de force : la grande infériorité numérique des troupes allemandes constitue le prix à payer pour une attaque rapide sur les avant-postes britanniques, et elles ne devront leur succès qu'à l'intervention salvatrice d'une division blindée factice « en carton », la Pappepanzer Division, qui fait de cette opération une prise de risque importante de la part du général Rommel.
Enfin, ce revers considérable subi par l'armée du Nil britannique eut des répercussions importantes sur l'opinion publique égyptienne, remettant en question la capacité des Anglais à défendre cet ancien protectorat. La percée des troupes de l'Axe en Cyrénaïque se solda par l'apparition de tensions internes en Égypte, qui virent s'installer des dissensions entre les diplomates anglais et le gouvernement égyptien, ce dernier ayant tenté de compréhensibles tentatives de rapprochement avec les forces adverses dans le but d'éviter d'éventuelles représailles en cas de défaite.

## Contexte

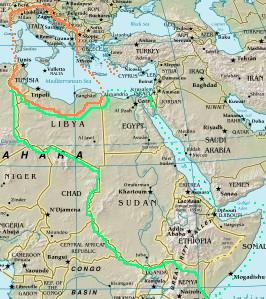
La vision d'un empire mussolinien après la victoire finale de l'Axe

Au pouvoir en Italie depuis 1922, le dictateur fasciste Benito Mussolini mène une politique expansionniste visant à la résurgence d'un nouvel Empire romain axé autour de la mare nostrum. Cette puissance thalassocratique comprendrait ainsi :
- La péninsule italienne
- Les îles tyrrhéniennes, dont la Corse, la Sardaigne et la Sicile, ainsi que Malte
- La péninsule des Balkans, dont l'Albanie, la Yougoslavie, la Grèce et les îles Ioniennes
- Les îles Égéennes, dont les Cyclades, la Crète et l'archipel du Dodécanèse
- La côte d'Afrique du Nord, dont la Tunisie, la Libye, l'Égypte et le canal de Suez
- L'Afrique de l'Est, avec le Soudan, la Corne de l'Afrique (l'Éthiopie, l'Érythrée, Djibouti, le Somaliland, et la Somalie) et l'Est du Kenya.

### Stratégie

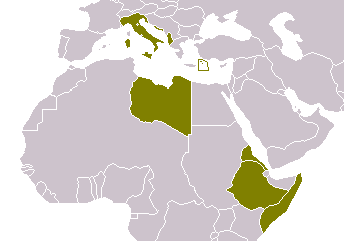
L'apogée de l'Empire italien en 1940

À la veille de la Seconde Guerre mondiale, l'Empire italien comprend ses territoires de la Corne de l'Afrique (Éthiopie, Érythrée, Somalie), ainsi que deux possessions arrachés aux Ottomans à l'issue de la guerre italo-turque de 1911-1912 : la colonie de peuplement qu'ils ont fait de la Libye ainsi que l'archipel du Dodécanèse. Le premier fait d'armes du Duce sera l'attaque subite du royaume d'Albanie en avril 1939, qu'il occupe pour s'en servir d'une tête de pont dans les Balkans, en verrouillant la mer Adriatique par le Sud.
Il y menace notamment l'État fasciste grec, qu'il attaquera le 28 octobre 1940 pour asseoir ses intérêts sur la mer Égée, défiant la suprématie de la Royal Navy britannique installée à Chypre et Alexandrie. La seconde pince de la tenaille se refermera sur la Méditerranée orientale depuis la Libye, l'offensive fasciste à l'Est devant permettre la prise de ce grand port britannique, du Caire et du canal de Suez, permettant ainsi une communication plus directe avec l'Abyssinie italienne.
Si pour les Italiens, la prise du Soudan britannique assurerait quant à elle la liaison terrestre avec la Libye, une remontée sur le Moyen-Orient franco-britannique ou neutre offrirait aux troupes allemandes le contrôle du pétrole irakien de Mossoul puis soviétique de Bakou, dans le Caucase, ainsi que le ralliement assuré de leur ancien allié turc, jusque-là neutre dans le conflit mondial. Et la « grande croisade contre le bolchevisme » prévue face à l'URSS prendrait une tout autre tournure qu'avec l'opération Barbarossa promulguée par Hitler, avec un second front au Sud, un nouvel allié de taille ainsi que la rupture de l'une des deux grandes sources de ravitaillement anglo-américain vers la Russie communiste, au travers de la Mésopotamie ou de la Perse.

### Tactique
Opposé au Royaume-Uni dans le contexte du conflit mondial, l'Italie envahit le territoire égyptien le 13 septembre 1940. Menées par le maréchal Graziani, les troupes coloniales stoppent leur avance le 18, au village côtier de Sidi Barrani, à 100 km de la frontière. Si les Italiens ont accumulé en Libye un contingent nombreux, cumulant 14 000 officiers et 327 000 hommes, leur équipement est dépassé technologiquement et sous-adapté à la guerre du désert ; de plus, l'intoxication britannique a excellé chez les renseignements italiens en les poussant à surestimer le nombre réel de la garnison du Commonwealth basée en Égypte. Aussi Graziani, conscient de la prépondérance de la logistique imposée par le désert, se croyant en infériorité numérique, refuse d'appliquer les ordres qui lui intimaient d'avancer davantage vers Alexandrie, à 400 km à l'est, avant d'établir une meilleure communication avec ses arrières.
Cette immobilité lui coûtera d'être délogé de Sidi Barrani le 9 décembre par les troupes de Wavell, menées par le général Richard O'Connor : c'est le début d'une grande contre-offensive baptisée opération Compass (boussole). Les forces de Graziani connaissent la débâcle. Mise en exergue par les médias égyptiens et britanniques, cette chevauchée victorieuse de « l'armée du Nil » bouta les Italiens hors d'Égypte dès le 15 décembre 1940, faisant un grand nombre de prisonniers. Elle se prolonge ensuite en Cyrénaïque avec la prise de Tobrouk le 22 janvier, alors que Benghazi, capitale de la province, tombe le 6 février. Cette série de victoires offre notamment la perspective de foncer sur la Tripolitaine pour rejeter les Italiens à la mer et chasser l'Axe d'Afrique du Nord, en espérant le ralliement du Maghreb français vichyste du général Weygand.
Cependant, le déclenchement de la campagne des Balkans par l'Italie le 28 octobre 1940 força le départ progressif d'importantes quantités de troupes de l'armée du Nil pour la Grèce en danger, condamnant à son tour O'Connor à l'immobilité. Le 10 février, c'est autour du village d'El Agheila, à 800 km de Tripoli, que ses avant-gardes s'établissent en attendant de pouvoir reprendre l'offensive à l'Ouest.

### Déboires militaires italiens

La division Julia refoulée en Albanie

Si les Italiens sont en déroute sur le front nord-africain, le Duce est également passé à l'offensive depuis le royaume d'Albanie, capturé par ses troupes en avril 1939, où il pour se tourne vers la Grèce, point stratégique essentiel à son idée d'empire thalassocratique axé sur sa domination de la Méditerranée. Lancer la campagne des Balkans en parallèle à l'offensive sur l'Égypte donne espoir qu'un succès sur deux offre un contrôle partiel sur la Méditerranée orientale qui entraînerait le second.
Cependant, en Grèce, la division Julia est renversée de manière que le front recule jusqu'en Albanie même. Bloqué par les Grecs et leurs alliés du Commonwealth, Mussolini n'a d'autre choix que de faire appel à son allié germanique, qui compte sur lui pour sécuriser le flanc Sud de l'Europe à la veille de l'opération Barbarossa, la grande offensive sur l'URSS. Forcé de venir en aide à la seconde puissance de l'Axe, Hitler déclenche l'opération Marita sur la Yougoslavie et la Grèce ; il doit également intervenir en Libye où la situation est devenue très inquiétante. Il manifeste que la solidarité des hommes de l'Axe n'est pas un mot vain par l'envoi de l'Afrikakorps à Tripoli. Pourtant, il apparait clair que l'inefficacité extrême de l'Italie en a fait un boulet pour son partenaire nazi.

## L'Afrikakorps
L'envoi d'un corps blindé en Afrique du Nord est décidé par l'OKW le 11 janvier 1941. Près d'un mois plus tard, le 6 février 1941, Rommel, convoqué à Berlin par le maréchal von Brauchitsch, reçoit le commandement de la XVe Panzerdivision et de la Ve Leichtdivision (division légère). Les premiers éléments de cette dernière seront acheminés sur Tripoli dès le 12 février : le IIIe Groupe de reconnaissance est le premier bataillon à toucher la côte africaine.
Après un défilé dans la capitale visant à rassurer les Italiens, ces faibles forces sont envoyées sur la région de Syrte pour l'instruction. Rommel eut d'ailleurs à imposer ses vues au successeur de Graziani (qui abandonna son poste à la chute de Benghazi), le maréchal Gariboldi, qui entendait cantonner les unités allemandes à la ligne défensive de Bouerat. En plus d'obtenir de se baser à Syrte, 400 km plus à l'est, pour y préparer l'offensive, Rommel arrache aux faubourgs de Tripoli deux divisions italiennes, la motorisée Brescia et la blindée Ariete.
Sa première décision, prise depuis Catane en Italie, sera d'ordonner, le 10 février, le bombardement de la capitale de la Cyrénaïque à peine capturée, allant à l'encontre de la décision des officiers italiens qui souhaitaient protéger leur somptueux patrimoine immobilier sur Benghazi de leurs propres raids aériens. L'avance des britanniques est ainsi enrayée momentanément, concédant à l'avant-garde du DAK un délai supplémentaire pour se rendre sur Syrte. De leur côté, les Britanniques ont de toute manière ordre de suspendre leur avance étant donné le départ d'une grande partie de leurs troupes pour les Balkans.

### La Pappepanzer division
Si la Ve Leichtdivision se place progressivement en garnison à Syrte, Rommel est décidé de ne pas s'en tenir à ses propres forces. Le Deutsches Afrikakorps n'a pas encore été en contact avec les forces du Commonwealth, sa composition est encore inconnue de l'ennemi, aussi le général choisit-il de les pousser à surestimer sa puissance, puisqu'il réagira en fonction de l'idée qu'ils se feront de lui. L'idée est de créer de la poussière pour impressionner l'adversaire ; des silhouettes de chars suffiront.
Une centaine de Fiat italiennes, éparpillées dans le désert autour de Tripoli et remises en état par les mécaniciens de la Ve Légère, sont affublées de châssis de bois, de bâches et de faux canons en bois. De nuit, elles sont acheminées par paquets sur la région de Syrte, et leur commandement est confié au colonel Von Wechmar, responsable du IIIe Groupe de reconnaissance : c'est la Pappepanzer Division.

## Les opérations
Les différents raids de reconnaissance, dont un mené par Rommel en personne à bord de son Heinkel, démontrent que le dispositif anglais s'avance jusqu'au village d'El Agheila. Le 24 février 1941, une escarmouche a lieu entre le IIIe Groupe de reconnaissance allemand et les unités motorisées britanniques. Cependant, l'État-Major du Commonwealth ne considéra pas encore le risque représenté par l'Afrika Korps compte tenu des délais d'acheminement, d'instruction et d'approvisionnement, la seconde partie des effectifs de Rommel, la XVe Panzerdivision, ne devant arriver sur Tripoli qu'à partir du 15 avril 1941. Von Brauchitsch lui-même, qui convoque Rommel le 19 mars 1941, n'envisageait une action offensive qu'après l'arrivée et l'instruction de ce deuxième corps, à partir du 15 mai 1941. Mais à la date de leur rencontre, les ordres qui marquent le début de l'offensive allemande ont déjà été donnés.

### L'assaut sur les positions britanniques

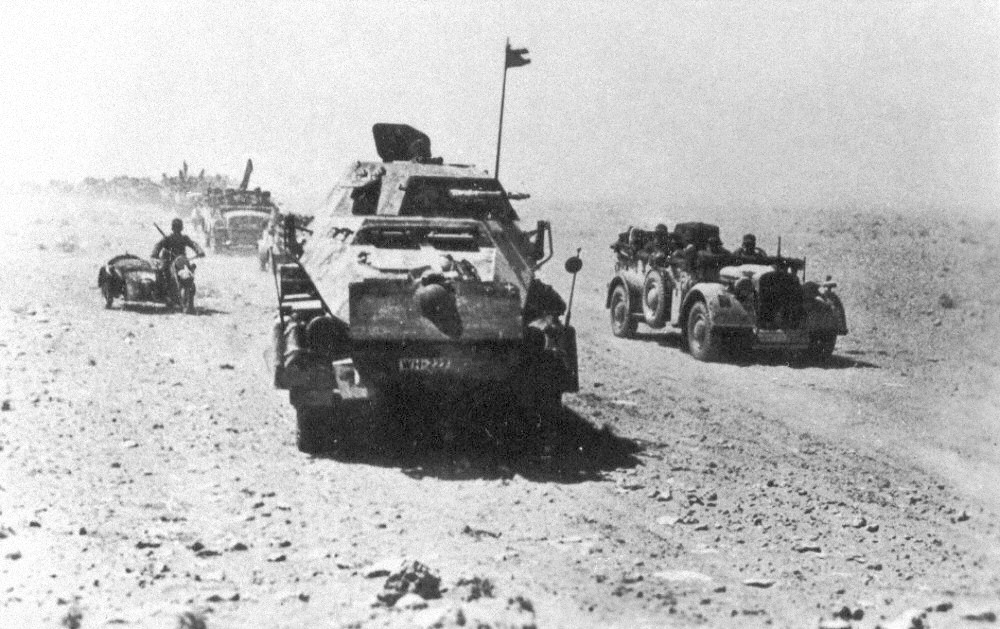
Un groupe antichar de la 21e Panzerdivision en progression, 1942.

Le 22 mars 1941, le détachement blindé commandé par le colonel Von Wechmar quitte Syrte dans la journée pour une « reconnaissance armée » sur El Agheila, à 280 km de sa base. L'objectif officiel est d'établir un premier contact avec les forces ennemies, sans insister si le dispositif s'avère trop résistant pour le IIIe Groupe de reconnaissance de la Ve Leichtdivision, la « masse d'arme » de ce corps, le XVe Panzerregiment et ses 150 chars, ne devant arriver à Tripoli que le 11 mars 1941. Mais, officieusement, les officiers chargés de l'opération décident tacitement de la mener jusqu'au bout.
À l'aube du 23 mars 1941, les escadrons du IIIe Groupe de reconnaissance s'élancent de derrière les dunes pour prendre les positions anglaises en tenaille. Autour de la via Balbia, la route côtière établie par les colonisateurs italiens, s'inscrivent en enfilade les blockhaus australiens. Sur les promontoires environnants, des blindés britanniques constituent une masse d'arme prête à la contre-offensive.
En un quart d'heure, les positions britanniques sont enlevées par les automitrailleuses de Von Wechmar, avant de se trouver investies comme base de départ pour l'attaque contre les blindés. Ces derniers se regroupent, évaluent la situation et se réorganisent, avant de débouler des collines à la rencontre de l'assaillant. Ils font irruption sur la voie Balbia, se croyant en mesure d'anéantir le IIIe Groupe.
C'est sans compter les 37 PAK (canons antichars) du 605e Bataillon antichar, sous le commandement du capitaine Bach. Ses batteries mettent un terme à l'avancée des chars, faisant mouche sur le premier des véhicules, qui stoppe et s'enflamme brusquement. Le reste de l'escadron, menacé par cette concentration de canons défiant leur blindage inopérant, reflue sur la colline.

### L'encerclement brisé par la Pappedivision
Les blindés se regroupent et se lancent vers le Sud, entamant un large mouvement tournant par le désert. Dos à la mer, le IIIe Groupe de reconnaissance va être enveloppé par les chars adverses. Les batteries de Bach et leurs précieux PAK (en) sont également en danger à l'aube des opérations de l'Afrika Korps. Sur un signal de Von Wechmar, le dernier atout du colonel entre alors en jeu. La Pappepanzer Division s'élance de derrière les dunes sur un front d'un kilomètre en demi-cercle, faisant voler la poussière en impressionnantes volutes. Les blindés anglais ont pour consigne d'attendre un rapport de force équivalent à 3 contre 1 pour accepter l'affrontement. La prudence les incite au demi-tour, et la demi-brigade anglaise tout entière se replie à l'est, sur la position fortifiée de Marsa El Brega.

## Bilan
Si Rommel, décidé à bousculer les Anglais, doit recourir au bluff en raison de l'infériorité numérique et tactique de ses troupes, cette stratégie d'offensive rapide, risquée car elle aurait pu conduire à l'anéantissement d'office des premières unités de l'Afrika Korps, se sera finalement révélée payante. Le repli des blindés anglais ouvrit à Rommel la voie vers le défilé de Marsa El Brega, la dernière position défensivement valable avant Tobrouk même.
Son succès à El Agheila confirma sa stratégie de contre-offensive mise en place à l'encontre des ordres de l'État-Major italien de Gariboldi. À l'inverse, un échec sur le premier champ de bataille de l'Afrika Korps aurait directement infirmé ses velléités d'autonomie vis-à-vis du Commando Supremo : le général Rommel pourra mener sa propre guerre, en marge de sa hiérarchie militaire.

### Sources
- Christian Destremau, Le Moyen-Orient pendant la Seconde Guerre mondiale, Perrin, 2011.
- Erwan Bergot, L'Afrika Korps, Balland, 1972.
- Benoît Lemay, Erwin Rommel, Perrin, 2009, 518 pages  (ISBN 2262024529).
- Erwin Rommel, La Guerre sans haine (carnets présentés par B. H. Liddell-Hart), Amiot-Dumont, 1952.
- Paul Carrell, Afrika Korps, 1960, Robert Laffont, 539 pages.
- Dominique Lormier, Rommel, la fin d'un mythe? 2003, Le Cherche Midi, 190 pages.